# Yosneidy Zambrano
Yosneidy Evangelista "Lala" Zambrano Mujica (Maracay, Venezuela, 16 de mayo de 1997) es una futbolista venezolana que juega como delantera en el club ecuatoriano Ñañas. Ha formado parte de la selección femenina de Venezuela.

## Carrera internacional
Zambrano representó a Venezuela en el Campeonato Sudamericano Femenino Sub-17 de 2013, la Copa Mundial Femenina Sub-17 de la FIFA 2014, el Campeonato Sudamericano Femenino Sub-20 de 2015 y la Copa Mundial Femenina Sub-20 de la FIFA 2016. En categoría absoluta, disputó los Juegos Centroamericanos y del Caribe de 2014.